# Bozeman Trail

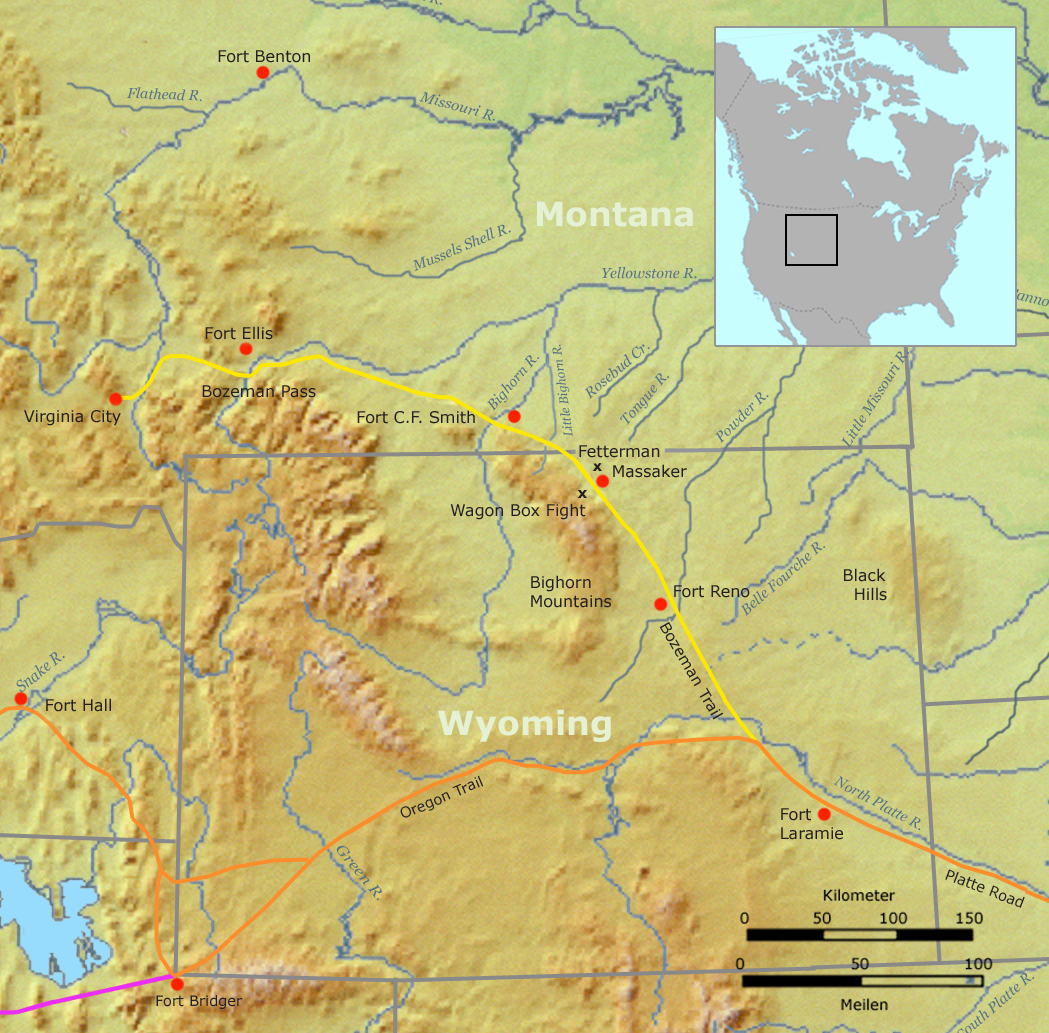
Il Bozeman Trail (in giallo)

Il Bozeman Trail o pista Bozeman era una strada che connetteva il territorio della corsa all'oro del Montana alla pista dell'Oregon. Il suo periodo di maggiore importanza fu tra il 1863 ed il 1868. Il flusso di pionieri e coloni nel territorio dei nativi americani provocò risentimento e causò attacchi. Lo United States Army effettuò numerose campagne militari per cercare di riconquistare il controllo della strada. A causa dei legami con la storia di frontiera e dei conflitti con i nativi, vari segmenti del percorso sono stati inseriti nel National Register of Historic Places (NRHP).

## Fondazione
Nel 1863 John Bozeman e John Jacobs cercarono una rotta diretta da Virginia City (Montana) al Wyoming centrale per collegarsi alla pista dell'Oregon, allora il principale tragitto per la West Coast. Prima per raggiungere il territorio del Montana sudoccidentale bisognava partire da Saint Louis tramite il fiume Missouri fino a Fort Benton. Da qui i viaggiatori seguivano la 'Benton Road,' attorno a Great Falls ed attraverso le valli Chestnut, Hilger Prickly Pear (oggi Helena e contea di Broadwater).
Il Bozeman Trail seguiva molti percorsi sulla direttrice nord-sud usati dai nativi americani fin dalla preistoria per viaggiare attraverso la regione del Powder River. Questo tragitto era più diretto e più ricco d'acqua di ogni precedente tragitto che passava dal Montana. Il più importante contributo di Bozeman e Jacobs fu l'allargamento del percorso per renderlo utilizzabile anche dai carri. C'era però un grosso problema, il percorso passava attraverso il territorio di Shoshoni, Arapaho e Lakota.

## Primi viaggiatori e campagne indiane
Bozeman guidò il primo gruppo di circa 2000 coloni lungo il percorso nel 1864. Gli attacchi indiani ai coloni bianchi aumentarono drammaticamente tra il 1864 ed il 1866, il che convinse il governo statunitense ad ordinare all'esercito di effettuare campagne militari contro gli Shoshoni. Patrick Edward Connor guidò molte delle prime campagne, compresi il massacro di Bear River e la spedizione di Powder River del 1865. Combatté anche gli Arapaho nella battaglia del Tongue River.

## Viaggi dopo la guerra civile
Nel 1866, dopo la guerra di secessione americana, molti coloni percorsero il Bozeman Trail, soprattutto alla ricerca dell'oro. L'esercito organizzò una riunione a Fort Laramie con il capo Lakota Nuvola Rossa. L'esercito voleva negoziare un diritto di passaggio con i Lakota. Mentre le negoziazioni proseguivano, Nuvola Rossa si infuriò quando seppe che un reggimento di fanteria stava già utilizzando il percorso senza il permesso dei Lakota. Per questo iniziò la guerra di Nuvola Rossa.
Sempre nel 1866 Nelson Story, un cercatore d'oro di Virginia City originario dell'Ohio, usò il Bozeman Trail per trasportare circa 1000 capi di longhorn in Montana. L'esercito non riuscì a far rientrare Story per evitare l'assalto indiano, ma Story portò il bestiame con successo fino alla valle Gallatin fondando uno dei primi grandi allevamenti del Montana.
L'esercito creò Fort Reno, Fort Phil Kearny e Fort C. F. Smith lungo il percorso, con truppe designate alla protezione dei viaggiatori. Gli attacchi indiani lungo la strada ed alle fortezze proseguirono. Quando i Lakota annientarono un distaccamento di William Judd Fetterman nella battaglia di Fetterman quello stesso anno nei pressi di Fort Phil Kearny, il passaggio di civili lungo il Bozeman Trail si fermò. L'1 e 2 agosto 1867 l'esercito resistette al tentativo coordinato dei Lakota di conquistare Fort C. F. Smith e Fort Phil Kearny. Nella battaglia di Hayfield e nella battaglia di Wagon Box gli attacchi indiani non ebbero successo.
Nel 1868, con il trattato di Fort Laramie, gli Stati Uniti riconobbero il territorio del Powder River Country come territorio di caccia dei Lakota e delle tribù loro alleate. Buona parte delle terre si trovava nella riserva Crow. Per un certo periodo il governo uso il trattato per bloccare ai coloni europei ed americani l'accesso al Bozeman Trail. Il presidente Ulysses Simpson Grant ordinò l'abbandono delle fortezze poste lungo il tracciato.
Si può dire che la guerra di Nuvola Rossa sia stata l'unica guerra indiana in cui i nativi raggiunsero i propri obiettivi (anche se solo per breve tempo) con un trattato che lo riconosceva. Nel 1876, però, dopo la grande guerra Sioux del 1876, l'esercito riaprì il Bozeman Trail, continuò ad utilizzarlo nelle successive campagne militari e vi costruì una linea telegrafica.

## Percorso moderno

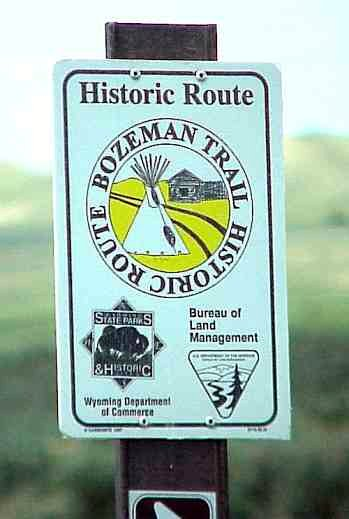
Marcatore del Bozeman Trail, Montana, 2003

Oggi la moderna superstrada Interstate 25 corre da Douglas (Wyoming) a Sheridan (Wyoming). L'Interstate 90 da Sheridan a Three Forks, Montana (45 km ad ovest di Bozeman) e la U.S. Route 287 da Three Forks a Virginia City (Montana) coprono quasi lo stesso percorso della storica Bozeman Trail.